# Хотареле (комуна)
Хотареле (рум. Hotarele) — комуна у повіті Джурджу в Румунії. До складу комуни входить єдине село Хотареле.
Комуна розташована на відстані 36 км на південний схід від Бухареста, 44 км на північний схід від Джурджу.

## Населення
За даними перепису населення 2002 року у комуні проживали 8929 осіб.
Національний склад населення комуни:
| Національність | Кількість осіб | Відсоток |
| -------------- | -------------- | -------- |
| румуни         | 8555           | 95,8%    |
| цигани         | 373            | 4,2%     |
| угорці         | 1              | < 0,1%   |

Рідною мовою назвали:
| Мова      | Кількість осіб | Відсоток |
| --------- | -------------- | -------- |
| румунська | 8903           | 99,7%    |
| циганська | 25             | 0,3%     |
| угорська  | 1              | < 0,1%   |

Склад населення комуни за віросповіданням:
| Релігія       | Кількість осіб | Відсоток |
| ------------- | -------------- | -------- |
| православні   | 8914           | 99,8%    |
| римо-католики | 7              | 0,1%     |
| адвентисти    | 5              | 0,1%     |
| баптисти      | 2              | < 0,1%   |